# Museo de Cerámica de Barcelona
El Museo de Cerámica (en catalán: Museu de Ceràmica) fue un museo de Barcelona, España. Fundado en 1966, mostraba una colección de piezas representativas de cerámica española desde el siglo XII hasta el XXI y era un centro reconocido internacionalmente con respecto al estudio de la cerámica tradicional y contemporánea. En 2012 el museo cerró sus puertas en el Palacio Nacional de Pedralbes y sus colecciones se integraron en el Museo del Diseño de Barcelona, inaugurado en 2014. 

## Edificio
El Palacio de Pedralbes fue construido entre 1920 y 1924 en unos terrenos perteneciente a Juan Antonio Güell y López, marqués de Comillas, y era el palacio donde se quedaba la familia real cuando visitaba Barcelona.
Se construyó según los planos de Eusebi Bona y Francesc Nebot, y los jardines que lo rodean fueron diseñados por el paisajista Nicolau Maria Rubió i Tudurí. El cuerpo central del edificio está formado por cuatro plantas, y dos alas laterales de tres pisos que dibujan una curva, y que dan al edificio un aire italianizante y ecléctico.
En 1931, con la caída de la monarquía, el Palacio de Pedralbes pasó a manos del Ayuntamiento de Barcelona, y en 1932 se reservó la planta baja para alojar la colección del Museo de las Artes Decorativas de Barcelona. Durante la guerra civil española se instaló el Gobierno de Negrín, y al terminar esta, pasó a ser la residencia del general Franco en Barcelona.
En 1990 se inauguró el Museo de Cerámica, que organizó el edificio dejando la primera planta para administración y la colección de cerámica del siglo XII al XIX, y la segunda para la colección contemporánea, los talleres de restauración, las reservas y los talleres educativos. Actualmente también alberga el Museo de las Artes Decorativas de Barcelona.

## Historia

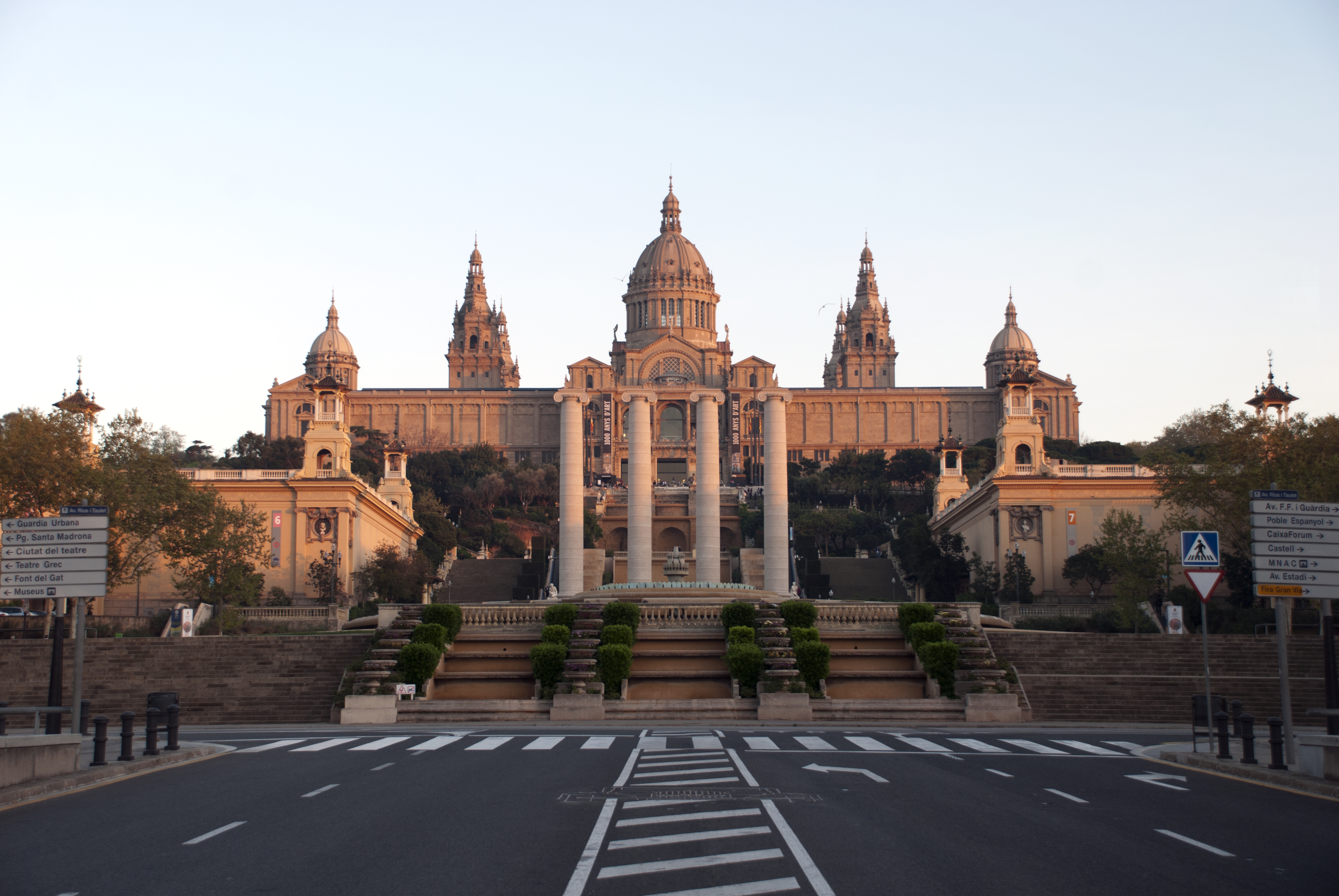
Primera sede del Museo de Cerámica en el Palacio Nacional de Barcelona

El Museo de Cerámica se inauguró por primera vez en 1966 ocupando la primera planta del Palacio Nacional de Montjuic. Su colección se empezó a formar a partir de la cerámica proveniente del Museo Provincial de Antigüedades, del Museo de Arte y Arqueología de Barcelona, y de los donativos de coleccionistas privados.
También se hicieron grandes compras institucionales como la adquisición de 920 piezas góticas del arquitecto Josep Font i Gumà (1918), la compra de cerámica de Paterna, excavada en el Molino de Testar (1921), o la adquisición de 701 piezas de cerámica de la colección Plandiura (1932).
En 1932 la cerámica extranjera se trasladó al Museo de Artes Decorativas del Palacio Real de Pedralbes, y la catalana y española se guardó en el Palacio de la Ciudadela, a la espera de ser trasladadas al Museo de la Cerámica y el Vidrio que se había proyectado situar en la Casa Padellás.
Con la venida de la guerra civil española, la Junta de Museos de Cataluña se vio obligada a embalar y trasladar las obras a Olot y Darnius para protegerlas de los bombardeos. Al acabar la guerra, se guardó la cerámica española en el Palacio Nacional de Montjuic, y se mostró en dos ocasiones: una exposición en 1942 en el mismo Palacio Nacional, y otra, desde 1957 hasta 1962, en el antiguo Museo de Arte Moderno del Parque de la Ciudadela.
En 1957 la colección incorporó también la donación de 16 obras de Pablo Picasso. Y cinco años más tarde se empezó a preparar, bajo la dirección de Luís María Llubià, la apertura del museo en unas salas de la segunda planta del Palacio Nacional. En 1981, Joan Miró siguió los pasos de Picasso, y también cedió 20 obras al museo, ampliando así su colección de cerámica contemporánea. Con los obras de remodelación del Palacio Nacional, en 1990, se decidió trasladar definitivamente el Museo de la Cerámica al Palacio Real de Pedralbes.
El 2 de diciembre de 2008 el alcalde de Barcelona, Jordi Hereu, anunció la creación del Museo del Diseño de Barcelona —bautizado en ese momento como Disseny Hub Barcelona (DHUB)— con una sede de nueva construcción en la plaza de las Glorias, para agrupar en un mismo espacio las colecciones de cuatro museos municipales: el de Cerámica, el de Artes Decorativas, el Textil y de Indumentaria y el Gabinete de las Artes Gráficas. Los tres primeros, ubicados en el Palacio de Pedralbes, usaron desde ese momento la marca Museus DHUB, manteniéndose en su emplazamiento durante las obras de construcción del nuevo museo. El 3 de marzo de 2013 el Museo de Cerámica cerró sus puertas, para iniciar el traslado de las colecciones a la nueva sede de las Glorias. El Museo del Diseño se inauguró el 14 de diciembre de 2014.

## La colección
La colección permanente se dividía en: cerámica española, cerámica extranjera y cerámica contemporánea.

### Cerámica española
La colección de cerámica española se dividía en: cerámica de al-Ándalus (siglos X al XV) y mudéjar (siglos XV y XVI), valenciana (siglos XIII al XIX), aragonesa (siglos XIV al XIX), castellana (siglos XVI al XIX), catalana (siglos XIII al XIX), andaluza (siglos XV al XIX) y moderna (fin siglo XIX y XX). De la primera destacan las técnicas para decorar la cerámica con estampillas de madera, óxidos metálicos, cuerda seca y reflejos dorados. Uno de los conjuntos más destacados de este período es el llamado «Lote de Palma», formado por 139 piezas del período del dominio almohade.
La cerámica mudéjar se caracteriza por la abigarramiento, la estructura ornamental radial y la simetría. Las piezas se decoraban siguiendo motivos iconográficos pintados, incisos y estampillados, tanto cristianos como islámicos.

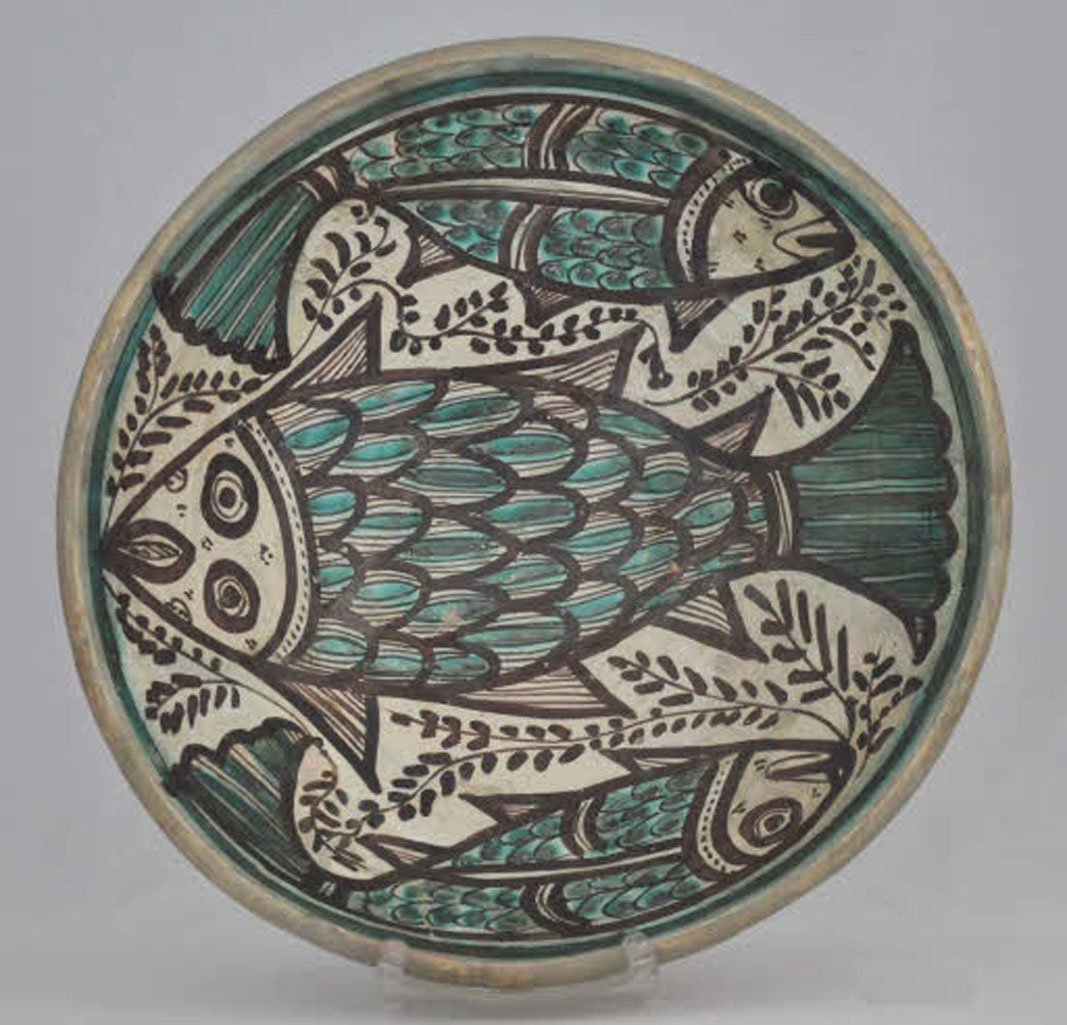
Fuente con decoración zoomorfa y complementos vegetales. Paterna, siglos

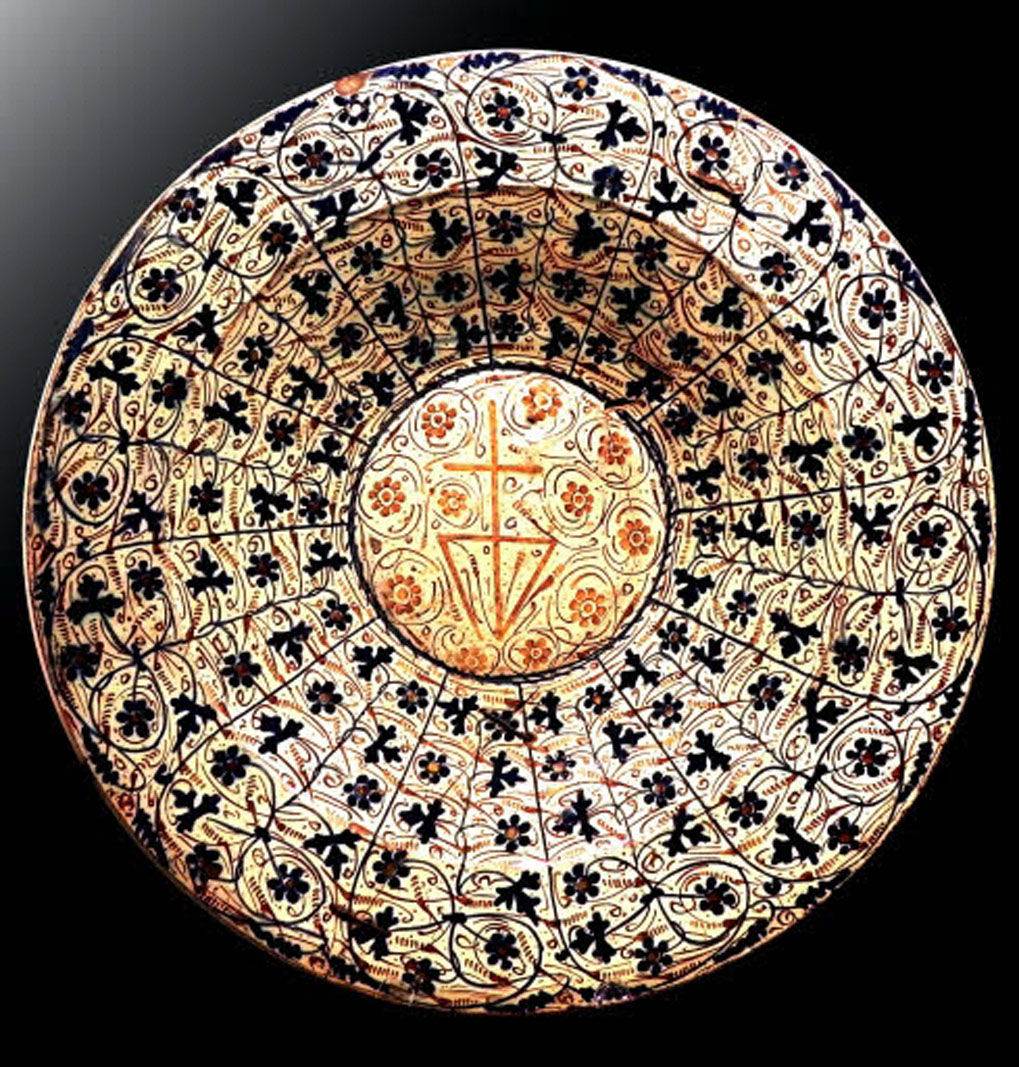
Plato de reflejo dorado de la serie azul de finales del, con decoración de «hoja de perejil», muy similar a otros realizados en Manises

La cerámica valenciana se conoce principalmente por dos grandes centros de manufactura: Paterna y Manises. La cerámica de Paterna es famosa por dos tipos de cerámica: la áspera, cocida y sin esmaltar, y la loza o cerámica esmaltada. De esta zona destaca el  Plato de la Sardana de Paterna, de la segunda mitad de los siglos XIII y XIV. De la producción de Manises, destaca la cerámica aplicada a la arquitectura, y los platos policromos de reflejos metálicos. En los siglos XVIII y XIX, también fue importante la fábrica de cerámica de Alcora que se especializó en objetos suntuarios y servicios de mesa de lujo.
La colección aragonesa del museo comenzaba con la cerámica de Teruel del siglo XIV, seguida de la producción del XVI de Muel y acaba con la cerámica hecha a Villafeliche el siglo XVII. Era famosa sobre todo por la serie verde y manganeso de Teruel, que se asemeja a la cerámica de Paterna.
La cerámica castellana destacó sobre todo por tres centros de producción. El primero fue el de Talavera de la Reina que se puede reconocer por sus vajillas renacentistas. El segundo fue el de la población de El Puente del Arzobispo, que repitió los motivos y técnicas de la primera. Y el último fue el de la Real Fábrica de Porcelana del Buen Retiro, que era una continuación de la fábrica de Capodimonte (Nápoles), que Carlos III de España había fundado en 1743.
El apartado que dedicaba el museo a la cerámica catalana era uno de los más extensos y estaba dividido en tres salas. En la primera se encontraba la producción medieval en verde y manganeso (siglos XIII y XIV), en azul (siglos XIV y XV) y la cerámica de loza dorada (siglos XVI al XVIII). En la segunda y tercera sala se mostraba la colección policroma (siglos XVI al XVIII) y las series azules, respectivamente. Destacaba el panel La Chocolatada (1710), hecho en Barcelona.
La cerámica andaluza estaba representada por la producción de dos grandes centros: Sevilla y Úbeda. De Sevilla, encontramos cerámica hecha a la cuerda seca y de arista, siguiendo los procedimientos árabes, y loza pisana o pintada, ya del siglo XVII. De Úbeda, se conservaba la cerámica tricolor y azul que se usó para decorar los palacios en el siglo XVII.
El espacio que el museo reservaba a la cerámica moderna se dividía en la producción de época modernista (1880-1910) y la producción novecentista (1911 - 1930). La cerámica modernista se consolidó en la Exposición universal de 1888, y la colección acoge la obra de autores de renombre como Pablo Gargallo, Eusebio Arnau, Enric Casanovas, Venancio Vallmitjana, Xavier Nogués y Josep Pey. La producción de época novecentista destacaba por una recuperación de las raíces clásicas mediterráneas, y es característica la obra de Xavier Nogués o Josep Aragay.

### Cerámica extranjera
La colección de cerámica extranjera se fue conformando a través de la aportación o adquisición de colecciones privadas. Destacaban los azulejos iraníes de Kashan (siglo XIV), la porcelana china (siglos XVII al XIX), las piezas renacentistas italianas, y la cerámica europea de influencia oriental.

### Cerámica contemporánea
La colección de cerámica contemporánea contemplaba la obra producida desde el segundo tercio del siglo XX hasta nuestros días. Y permitía entender el paso de la producción de cerámica artesanal con una clara vocación funcional, a la manufactura entendida como una expresión artística en sí misma. Destacaba sobre todo la obra de Picasso y Joan Miró, y más recientemente, la obra de artistas contemporáneos como Mia Llauder, María Pallejà o Rosa Cortiella.

## Salas del museo
La colección permanente se dividía en 18 salas, donde se podían observar piezas desde la época califal hasta la cerámica contemporánea. Y estaba ordenada por orden geográfico-cronológico, siguiendo los siguientes criterios:
- Sala 1 - De la época califal al período mudéjar (siglos X-XV).
- Sala 2 y 3 - Valencia (siglos XIV-XVIII).
- Sala 4 a 6 - Aragón (siglos XV a XIX).
- Sala 7 - Talavera de la Reina y  Puente del Arzobispo (siglos XVI a XIX).
- Sala 8 a 10 - Barcelona, Lérida y Reus (siglos XIV a XIX).
- Sala 11 - Sevilla y Úbeda (siglos XV a XIX).
- Sala 12 y 13 - Valencia (siglos XVIII y XIX).
- Sala 14 y 15 - Alcora (siglo XVIII y XIX).
- Sala 16 - Modernismo, novecentismo, orientalismo y modernos (siglo XX).
- Sala 17 y 18 - Cerámica contemporánea (siglo XX y XXI).